# 小坂悠真
小坂 悠真（こさか ゆうま、1989年8月11日 - ）は、日本の元競泳選手。所属はKONAMI東日本（2008年より）。主な種目は200m個人メドレー、100メートル平泳ぎ。

## 略歴
神奈川県座間市出身。幼少期から水泳を始め、大和SCに所属をしその後ピープル中央林間（現；KONAMI中央林間）に、大学よりKONAMI東日本に移籍する。
小学校、中学校とバタフライを専門に競泳をしていたが高校より個人メドレーに種目を変更し、2005年の第60回国民体育大会で400メートル個人メドレーで優勝した。
2005年に湘南工科大学附属高等学校に進学。2006年にインターハイで個人優勝やリレーでの優勝、学校対抗での総合優勝を経験した。同年、ジュニアの日本代表に選出される。
2008年に法政大学に進学し、所属をKONAMI中央林間からKONAMI東日本に変更。
2009年に学校対抗での総合優勝する。同年、ユニバーシアード大会の日本代表に選出された。
2011年の200メートル個人メドレーでジャパンオープンを制覇。同年、東アジア大会やワールドカップなどの日本代表に選出された。
2012年のロンドンオリンピック選考会では6位という結果に終わり、現役を引退した。
現役引退後は競泳に特化したトレーニング情報サイトのswim media運営や、水泳教室・水泳解説・TV・イベントなどに出演している。

## 主な成績
- ユニバーシアード（2009年 ベオグラード／ セルビア）
  - 200m個人メドレー　3位

- ワールドカップ(2011年)
- ドバイシリーズ
  - 100m平泳ぎ　2位
- ヨーロッパシリーズ
  - 100m個人メドレー 3位
- アジアシリーズ
  - 1500m自由形 2位

- ジャパンオープン2011(2011年)
  - 200m個人メドレー　優勝